# Хав'єр Карденас
Хав'єр Карденас (ісп. Javier Cárdenas, 23 листопада 1956, Мехіко — 25 червня 2022) — мексиканський футболіст, що грав на позиції півзахисника, зокрема за «Гвадалахару», а також національну збірну Мексики.

## Клубна кар'єра
У дорослому футболі дебютував 1973 року виступами за команду «Толука», в якій провів п'ять сезонів, взявши участь у 82 матчах чемпіонату.
Своєю грою за цю команду привернув увагу представників тренерського штабу «Гвадалахари», до складу якого приєднався 1978 року. Відіграв за команду з Гвадалахари наступні сім сезонів своєї ігрової кар'єри. Більшість часу, проведеного у складі «Гвадалахари», був основним гравцем команди.
Завершив ігрову кар'єру у команді «Ірапуато», за яку виступав протягом 1985—1986 років.

## Виступи за збірну
1975 року дебютував в офіційних матчах у складі національної збірної Мексики. Протягом наступних п'яти років провів у її формі 9 матчів, забивши 2 голи.
1978 року у складі збірної був учасником тогорічного чемпіонату світу в Аргентині, де мексиканці програли усі три матчі групового етапу. Карденас взяв участь в останній грі проти збірної Польщі, яка завершилася поразкою 1:3.

## Титули і досягнення
- Переможець Чемпіонату націй КОНКАКАФ: 1977